# Périgordienkulturen

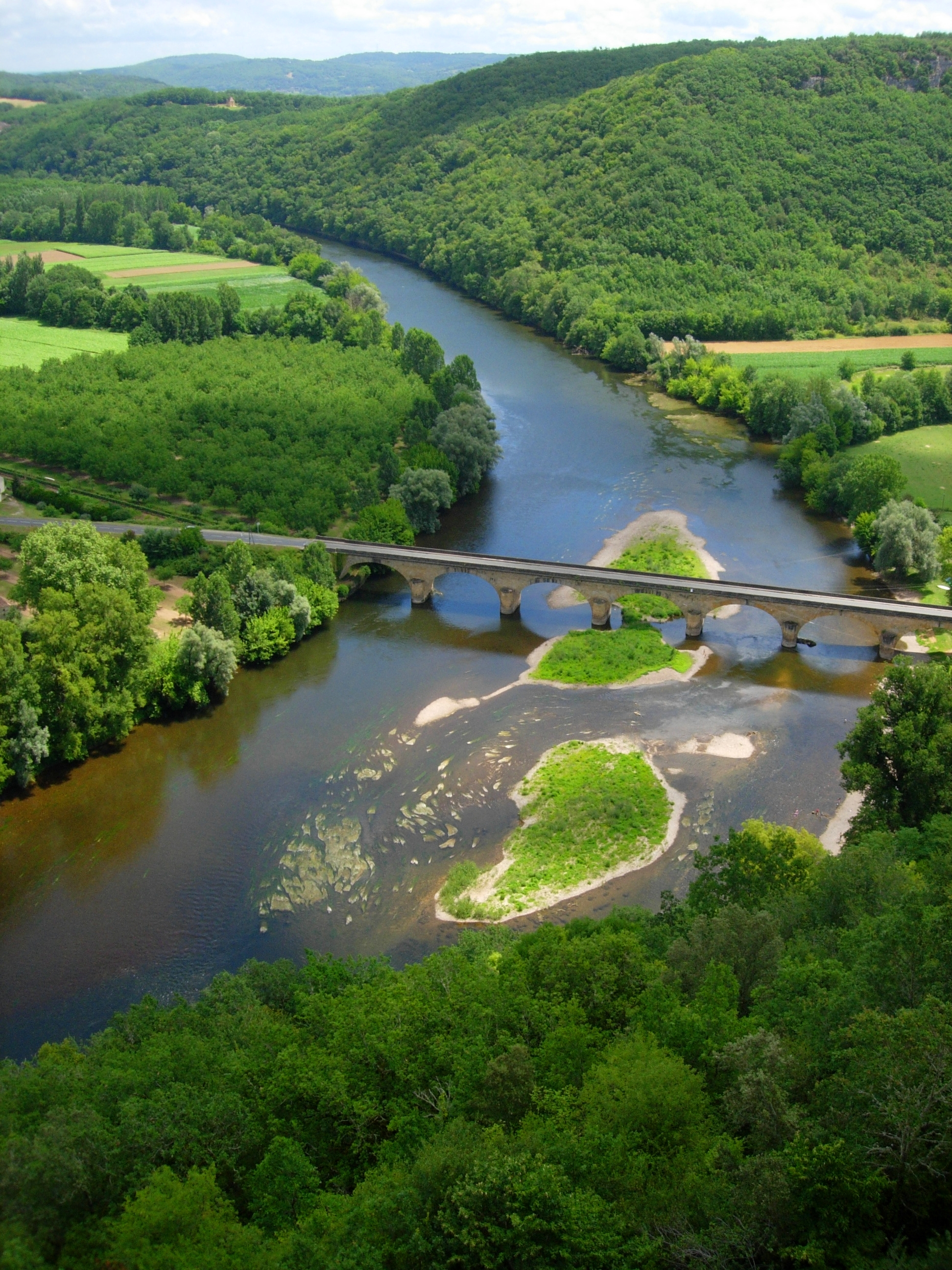
En bro över Dordognefloden i Périgord.

Périgordienkulturen är en i Frankrike använd beteckning för en rad yngre paleolitiska kulturgrupper från ca 32.000-20.000 f.Kr.
Périgodien och Aurignacienkulturen anses ha samexisterat i Frankrike utan att påverka varandra.
Renen utgjorde det viktigaste jaktbara viltet i Perigordområdet i Frankrike. Det föreföll som om den enbart uppehöll sig där om vintern. Sommartid vandrade den till kyligare trakter, som Centralmassivet, Alperna, Pyrenéerna och de nu översvämmade kustområdena vid Atlanten. Det är sannolikt att människorna följde renen på dess vandringar.